# Maria Bertomeu i Soria
Pour les articles homonymes, voir Maria.
Maria Bertomeu i Soria (née en 1998 à Oliva, Pays valencien) est une chanteuse espagnole.

## Biographie
Maria Bertomeu i Soria commence sa formation musicale à l'école de l'Asociación Artístico-Musical de Oliva, en se spécialisant dans le saxophone. Plus tard, elle entre au Conservatoire professionnel de musique de Catarroja pour la spécialité de chant valencien sous la direction de Xavier de Bétera.
Elle se fait connaître du grand public en 2021 avec une version de la chanson traditionnelle d'Alcácer, Arranquen vinyes, qu'elle publie sur Twitter. En quelques heures, elle est reproduite des milliers de fois et Pau Alabajos, Cesk Freixas, Enric Morera, Feliu Ventura, Amàlia Garrigós, Eugeni Alemany et Rafa Xambó s'en font l'écho.
En 2022, elle sort son premier single et le clip de la chanson Mon vetlatori et collabore également à une chanson de l'album Guaret du groupe valencien Auxili. En 2023, elle sort son premier album solo, L'Assumpció, édité par le label Propaganda Pel Fet!. Lors des premis Ovidi de cette année-là, elle est récompensée dans les catégories « meilleur nouvelle artiste », «  meilleurs arrangements » et « meilleure chanson » pour Mon vetlatori.
En 2024, elle participe à l'émission La Revuelta, qui rend hommage aux Valenciens touchés par les inondations.

## Discographie
- 2023 : L'Assumpció (Propaganda Pel Fet!)
- 2025 : Robina (Propaganda Pel Fet!)[9]